# Рута 23
Рута 23 — 7,7-метровий приміський або міжміський автобус середнього класу українського виробництва, що випускається Часово-Ярським ремонтним заводом на шасі ГАЗ 33021 “Газель”, вперше був представлений в 2009 році. Автобус має 22 сидячих місця. Рута 23 це подовжена версія моделі Рута 25. Скло виготовлялось в м. Нікополь на потужностях ТОВ "Фірма Престиж", та було позначено маркуванням Prestige.
У 2010 році представлено туристичну версію Рута 23.2 Турист з комфортними сидіннями.

## Модифікації
- Рута 23 — приміський автобус на 22 місця з двома автоматичними двостулковими дверима
- Рута 23.2 Турист — міжміський автобус на 22 місця з двома розсувними дверима, пневматичною подушкою в задній підвісці, високими сидіннями з підлокітниками, м'яким салоном.
- Рута 23D — модифікація приміського автобуса Рута 23 з дизельним двигуном Cummins ISF2.8s4129Р 2,781 л потужністю 120 к.с..
- Рута 23.2D — модифікація міжміського автобуса Рута 23.2 Турист з дизельним двигуном Cummins ISF2.8s4129Р 2,781 л потужністю 120 к.с..
- Рута 23 Нова (Рута 23 Next) — 22-місний міський автобус довжиною 6,870 м призначений для перевезення інвалідів на шасі ГАЗель-Next з дизельним двигуном Cummins ISF2.8s4129Р 2,781 л потужністю 120 к.с..
- Рута 23А Нова — 22-місний міський автобус довжиною 6,870 м призначений для перевезення інвалідів на шасі ГАЗель-Next з бензиновим двигуном УМЗ-4216 2,89 л потужністю 106 к.с., що вперше представлений в 2014 році.